# Asian Dub Foundation
Asian Dub Foundation – brytyjski zespół muzyczny. Jego twórczość charakteryzuje kombinacja rytmów ragga-jungle, dubu, bhangry, a nawet muzyki rockowej oraz niezwykle szybkiej partii wokalnej, zarówno śpiewanej jak i rapowanej. W swoich tekstach zespół podejmuje przede wszystkim tematy społeczno-polityczne, związane z rasizmem i emigracją.
Wydany w 1998 album Rafi`s Revenge spotkał się z pozytywną oceną krytyków muzycznych, o czym świadczy m.in. przyznana w 1998 nominacja do Mercury Music Prize.

## Historia zespołu
Zespół powstał w 1993 roku w Londynie po tym, jak na letnich warsztatach dla hinduskiej młodzieży spotkali się Aniruddha Das (Dr Das), John Pandit (Pandit G) oraz Deeder Zaman (Master D). Basista Das i Pandit jako DJ prowadzili na warsztatach zajęcia muzyczne, natomiast czternastoletni Zaman był ich słuchaczem. Wspólnie postanowili stworzyć sound system o nazwie Asian Dub Foundation.
W ciągu kolejnych miesięcy do grupy dołączyli gitarzysta Steve Chandra Savale (Chandrasonic) oraz kolejny DJ, Sun-J. Ponadto przez lata istnienia zespół współpracował z wieloma muzykami, wokalistami i tancerzami. W 2000 roku z zespołu odszedł Master D.

## Dyskografia
- Facts and Fictions (1995)
- R.A.F.I. (1997)
- Rafi’s Revenge (1998)
- Conscious Party (live, 1998)
- Community Music (2000)
- Frontline 1993-1997: Rareties and Remixes (2001)
- Enemy of the Enemy (2003)
- Asian Dub Foundation live: Keep Bangin' on the Walls (2003)
- Tank (2005)
- Timefreeze 1995/2007 (Best of) (2007)
- Punkara (2008)
- A History Of Now (2011)
- The Signal And The Noise (2013)